# Kurt Rüdiger Maatz
Kurt Rüdiger Maatz (* 17. März 1945 in Celle) ist ein deutscher Jurist und ehemaliger Richter am Bundesgerichtshof.

## Werdegang
Nach Abschluss der juristischen Ausbildung trat Maatz 1974 in den höheren Justizdienst des Landes Niedersachsen ein. Als Richter auf Probe war er bei der Staatsanwaltschaft Lüneburg – Zweigstelle Celle –, in Zivilkammern des Landgerichts Hannover und beim Amtsgericht Celle tätig, bevor er im November 1976 bei der Staatsanwaltschaft Lüneburg zum Staatsanwalt ernannt wurde. Im Jahr 1981 war er für sechs Monate an die Staatsanwaltschaft bei dem Oberlandesgericht Celle abgeordnet. 1983 folgte eine Abordnung an das Niedersächsische Justizministerium, in dem er fast sieben Jahre, zunächst als Referent und seit 1986 als Referatsleiter, in der Strafrechtsabteilung tätig war. Während dieser Zeit wurde er 1985 bei der Generalstaatsanwaltschaft Celle zum Oberstaatsanwalt befördert.
1990 wurde Maatz zum Richter am Bundesgerichtshof ernannt. Er wurde dem 4. Strafsenat zugewiesen, dem er bis zu seinem Eintritt in den Ruhestand am 31. März 2010 angehörte und in dem er seit 1997 den stellvertretenden Vorsitz innehatte. Für den 4. Strafsenat war er als Mitglied in den Großen Senat für Strafsachen entsandt. Von 1990 bis 1996 nahm er zudem die Aufgaben des Ermittlungsrichters IV wahr. Maatz war im 4. Strafsenat, der unter anderem für Revisionen in Verkehrsstrafsachen zuständig ist, im Bereich dieser Spezialzuständigkeit insbesondere mit verkehrsmedizinischen Fragen zur alkohol- und drogenbedingten Fahrunsicherheit befasst. Als Berichterstatter hat er die Rechtsprechung des Senats zur Fahrunsicherheit nach Drogenkonsum (BGHSt 44, 219), zur Feststellung absoluter Fahrunsicherheit (BGHSt 45, 140) und zur Bestimmung der Atemalkoholkonzentration (BGHSt 46, 358) maßgeblich geprägt. Einen weiteren Tätigkeitsschwerpunkt bildete die Klärung von Fragen der Schuldfähigkeitsbeurteilung, etwa in Fällen der Diagnose „Borderline-Persönlichkeitsstörung“ (BGHSt 42, 385). Aus seiner Feder stammen aber auch andere bedeutende Entscheidungen des 4. Strafsenats auf dem Gebiet des Verkehrsstrafrechts, z. B. zum Fahrverbot bei Geschwindigkeitsüberschreitung (BGHSt 38, 106, 125 und 231), zum gefährlichen Eingriff in den Straßenverkehr (BGHSt 48, 119) und zur Auslegung des Tatbestandes des räuberischen Angriffs auf Kraftfahrer (BGHSt 49,8) sowie – für den Großen Senat für Strafsachen – die Grundsatzentscheidung zur Entziehung der Fahrerlaubnis wegen charakterlicher Ungeeignetheit bei Taten im Zusammenhang mit dem Führen eines Kraftfahrzeugs (BGHSt 50, 93).
Bei wissenschaftlichen Konferenzen und Tagungen auf den Gebieten der Verkehrsmedizin und der Forensischen Psychiatrie war er ein gefragter Referent. Daneben hat er sich als Autor zahlreicher Veröffentlichungen in juristischen, psychiatrischen und verkehrsmedizinischen Fachzeitschriften einen Namen gemacht. Sein besonderer Einsatz für die Verkehrssicherheit ist im Jahr 2006 vom Bund gegen Alkohol und Drogen im Straßenverkehr e.V. mit der Verleihung der Senator-Lothar-Danner-Medaille in Gold ausgezeichnet worden. Auch in den Selbstverwaltungsgremien des Bundesgerichtshofs hat er sich engagiert; so war er viele Jahre Mitglied des Richterrats des Bundesgerichtshofs und zeitweise auch Vorsitzender dieses Gremiums.

## Veröffentlichungen
- Zur Anrechnung von in anderer Sache erlittener Untersuchungshaft nach § 51 StGB – ein Beitrag zum Begriff der Verfahrenseinheit, Monatsschrift für Deutsches Recht (MDR) 1984, 712–716
- Anrechnung verfahrensfremder Untersuchungshaft zulässig, Neue Zeitschrift für Strafrecht (NStZ) 1985, 168–169
- Reststrafaussetzung zur Bewährung und Unterbrechung der Strafvollstreckung, MDR 1985, 100–102
- Die „Erstverbüßer-Regelung“ im Regierungsentwurf eines neuen § 57 Abs. 2 StGB – ein strafrechtsdogmatischer Beitrag zum Entwurf eines Strafrechtsänderungsgesetzes – Strafaussetzung zur Bewährung – Bundestags-Drucks 10/2720, MDR 1985, 797–803
- Zur materiell- und verfahrensrechtlichen Beurteilung verbotenen Waffenbesitzes in Notwehrfällen – zugleich Auseinandersetzung mit BGH, NStZ 1981, 299 -, MDR 1985, 881–885
- Problemfälle aus der Prozeßpraxis – Doppelverurteilung in Fällen fortgesetzter Handlungen, MDR 1986, 285–288
- Zum Begriff des Ladengeschäftes beim Jugendschutz in der Öffentlichkeit, NStZ 1986, 174–175
- Anordnung von Sicherungsverwahrung neben Verurteilung zu lebenslanger Freiheitsstrafe? NStZ 1986, 476–477
- Anfechtbarkeit von Einstellungsbeschlüssen nach § 154 Abs. 2 StPO bei Vorliegen eines Verfahrenshindernisses? MDR 1986, 884–886
- Zur Zäsurwirkung einer früheren Verurteilung im Rahmen nachträglicher Gesamtstrafenbildung, Neue juristische Wochenschrift (NJW) 1987, 478–479
- Zur Strafaussetzung bei Erstverbüßern nach StGB § 57 Abs. 2 Nr. 1, Der Strafverteidiger 1987, 71–74
- Aussetzung der Unterbringung in einer Entziehungsanstalt nach Zurückstellung der Vollstreckung? – §§ 35 Abs. 1, 36 Abs. 1 BtMG – §§ 67d Abs. 2, 67e Abs. 1 StGB –, MDR 1988, 10–14
- Die Verlängerung der Bewährungszeit anstelle des Widerrufs nach der Neufassung von § 56f Abs. 2 StGB durch das 23. Strafrechtsänderungsgesetz, MDR 1988, 1017–1020
- Noch einmal – Zur Erstverbüßer-Regelung des § 57 Abs. 2 Nr. 1 StGB, NStZ 1988, 114–117
- Anrechnung der Dauer einer vorläufigen Entziehung der Fahrerlaubnis auf das Fahrverbot, Der Strafverteidiger 1988, 84–86
- Aufhebung eines Aussetzungsbeschlusses wegen „neuer“ Tatsachen, Der Strafverteidiger 1989, 39–42
- Zur Strafbewehrung des Verbots der Vermummung – § 27 Abs. 2 Nr. 2 in Verb mit § 17a Abs. 2 Nr. 1 VersG –, MDR 1990, 577–585
- Die Folgenbeseitigung verspäteter oder unterlassener Unterbrechung der Vollstreckung (§ 454b II 1 StPO), NStZ 1990, 214–219
- Die UdSSR auf dem Weg zum Rechtsstaat, Deutsche Richter-Zeitung 1991, 237–244
- Die Fortsetzung der Hauptverhandlung in Abwesenheit des Angeklagten, Deutsche Richter-Zeitung, 1991, 200–207
- Anrechnung von in einem eingestellten Verfahren erlittener Untersuchungshaft auf die in einem anderen Verfahren erkannte Strafe bei möglich gewesener Verfahrensverbindung? Der Strafverteidiger 1991, 267–270
- Justiz in der UdSSR im Wandel, Recht in Ost und West (ROW) 1992, 1–4
- Juristen aus der GUS in Deutschland, Deutsche Richter-Zeitung 1992, 234–235
- Mitwirkungspflicht des Verteidigers in der Hauptverhandlung und Rügeverlust, NStZ 1992, 513–518
- Nachträgliche Gesamtstrafenbildung nach StPO § 460, wenn im letzten der einzubeziehenden Urteile bewußt von einer Gesamtstrafenbildung abgesehen wurde? NStZ 1992, 608
- Zur Fahruntüchtigkeit infolge der Einnahme von Rauschdrogen (mit Hannskarl Salger), Neue Zeitschrift für Verkehrsrecht (NZV) 1993, 329–332
- Drogen und Sicherheit des Straßenverkehrs (mit Lothar Mille), Deutsche Richter-Zeitung 1993, 15–25
- Der minder schwere Fall des Totschlags – Versuch einer normativ-ethischen Reduktion des § 213 StGB, in: Albin Eser, Hans Josef Kullmann u. a. (Hrsg.): Straf- und Strafverfahrensrecht, Recht und Verkehr, Recht und Medizin, Festschrift für Hannskarl Salger zum Abschied aus dem Amt als Vizepräsident des Bundesgerichtshofes, Köln: Carl Heymanns, 1995, ISBN 3-452-23049-X
- § 244 Abs. 5 Satz 2 StPO – Ent- oder Belastung der Rechtspflege? – Eine kritische Würdigung der Änderung des strafprozessualen Beweisantragsrechts durch das Rechtspflegeentlastungsgesetz, in: Jürgen Goydke, Dietrich Rauschning u. a.: Vertrauen in den Rechtsstaat, Festschrift für Walter Remmers, Köln: Carl Heymanns 1995, S. 577, ISBN 3-452-22968-8
- Kann ein (nur) versuchtes schweres Delikt den Tatbestand eines vollendeten milderen Deliktes verdrängen? NStZ 1995, 209–213
- Rechtliche Anforderungen an medizinische Befunde zur Beurteilung der Fahrtüchtigkeit bei Fahrten unter Drogeneinfluß, Blutalkohol 32, 97–108 (1995)
- Die Beurteilung alkoholisierter Straftäter in der Rechtsprechung des Bundesgerichtshofes – Die Kontroverse BAK versus psychopathologische Symptomatik, Blutalkohol 33, 233–245 (1996)
- §§ 20, 21 StGB, Privilegierung der Süchtigen? Der Strafverteidiger 1998, 279–285
- Arzneimittel und Verkehrssicherheit – Straf- und zivilrechtliche Aspekte –, Blutalkohol 36, 145–158 (1999)
- Die Verminderung der Schuldfähigkeit infolge Alkoholisierung (mit Bernhard Wahl), in: Karlmann Geiß, Kay Nehm u. a. (Hrsg.): Festschrift aus Anlaß des fünfzigjährigen Bestehens von Bundesgerichtshof, Bundesanwaltschaft und Rechtsanwaltschaft beim Bundesgerichtshof, Köln: Carl Heymanns, 2000, ISBN 3-452-24597-7
- Schuldfähigkeitsbeurteilung und Unterbringungsentscheidung: Zwischen Diagnose und Therapie – Der juristische Standpunkt zum Verhältnis zwischen Richter und Sachverständigem, in: Andreas Marneros, Dieter Rössner, Annette Haring, Peter Brieger (Hrsg.): Psychiatrie und Justiz, München 2000: Zuckschwerdt, ISBN 3-88603-704-5
- Erinnerung und Erinnerungsstörungen als sog. psychodiagnostische Kriterien der §§ 20,21 StGB, NStZ 2001, 1–8
- „Das Sein und das Sollen“. Normative Aspekte zum Begriff der Grenzwerte und der Fahrtüchtigkeit – Eine Betrachtung zum Verhältnis von Rechtsmedizin und Recht -, Blutalkohol Supplement 2001, Nr. 1, 40–51
- Der tatrichterliche Beurteilungsspielraum aus der Sicht des Revisionsrichters, Strafverteidiger Forum 2002, 373–379
- Atemalkoholanalyse bei Verkehrsstraftaten? Blutalkohol Supplement 2002, Nr. 2, 12–17 Abkürzung Fundstelle
- Atemalkoholmessung – Forensische Verwertbarkeit und Konsequenzen aus der AAK-Entscheidung des BGH, Blutalkohol 39, 21–35 (2002)
- Drogenbedingte Verminderung der Schuldfähigkeit – zum gegenwärtigen Stand der Rechtsprechung des Bundesgerichtshofs, Blutalkohol Supplement 2003, 7–14
- Grenzwerte bei Drogen oder Alternativen, Blutalkohol Supplement 2004, Nr. 1, 9–15
- Fahruntüchtigkeit nach Drogenkonsum, Blutalkohol 43, 451–465 (2006)
- Nötigung im Straßenverkehr, NZV 2006, 337–347
- Schuldfähigkeitsbeurteilung, Forensische Psychiatrie, Psychologie, Kriminologie 2007, 147–155
- Zum Vorsatz bei der Trunkenheitsfahrt, Blutalkohol 47, Sup8-Sup13 (2010)
- Zusammenhang zwischen der Höhe der Blutalkoholkonzentration und Beeinträchtigungen beim Führen eines Fahrrades (mit Thomas Daldrup, Eckhard H. Roth, Holger Schwender, Nona Mindiashvili, Axel Malczyk, Benno Hartung), Blutalkohol 2015, 1–9
- Neue Grenzwerte für Radfahrer unter Alkoholeinfluss? Die Ergebnisse der „Düsseldorfer Studie“ und die rechtlichen Schlussfolgerungen (mit Thomas Daldrup, Stefanie Ritz-Timme, Nona Mindiashvili, Benno Hartung), DAR 2015, 3–6
- Radfahren unter Cannabiseinfluss (mit Thomas Daldrup, Nona Mindiashvili, Stefanie Ritz-Timme, Benno Hartung), NZV 2016, 460–462